# Water-Newton-Schatz
Bei dem Water-Newton-Schatz handelt es sich um eine Sammlung liturgischer Metallobjekte aus dem vierten Jahrhundert n. Chr. Er wurde 1975 zufällig beim Pflügen in der Nähe von Water Newton, dem antiken Durobrivae in der Grafschaft Cambridgeshire (England), gefunden.
Der Schatz besteht aus neun Silbergefäßen, einigen Plaketten und einer goldenen Scheibe. Durch den Pflug sind einige der Objekte stark beschädigt worden. Zahlreiche Objekte im Schatz tragen das Chi Rho-Zeichen (X und P), bei dem es sich um ein beliebtes christliches Symbol, vor allem in der Spätantike handelte. Demnach handelte es sich bei den Silberobjekten wahrscheinlich um liturgische Objekte, die frühsten bisher bekannten, christlichen ihrer Art aus Britannien.
Zwei der Becher und eine Plakette tragen längere lateinische Inschriften. Eine Inschrift auf einem Becher lautet: Ich, Publianus, gebe Dir einen heiligen Schrein, vertraue in Dich, Oh Herr. Die anderen Inschriften nennen drei Personen: Amcilla, Innocentia und Viventia. Die einzelnen Objekte des Schatzes stammen wahrscheinlich aus verschiedenen Werkstätten und sind nicht zur gleichen Zeit angefertigt worden.
Der Schatz ist vielleicht bei einer Christenverfolgung oder wahrscheinlicher in kriegerischen Zeiten versteckt worden. Er befindet sich heute im British Museum in London.

## Objekte des Schatzes

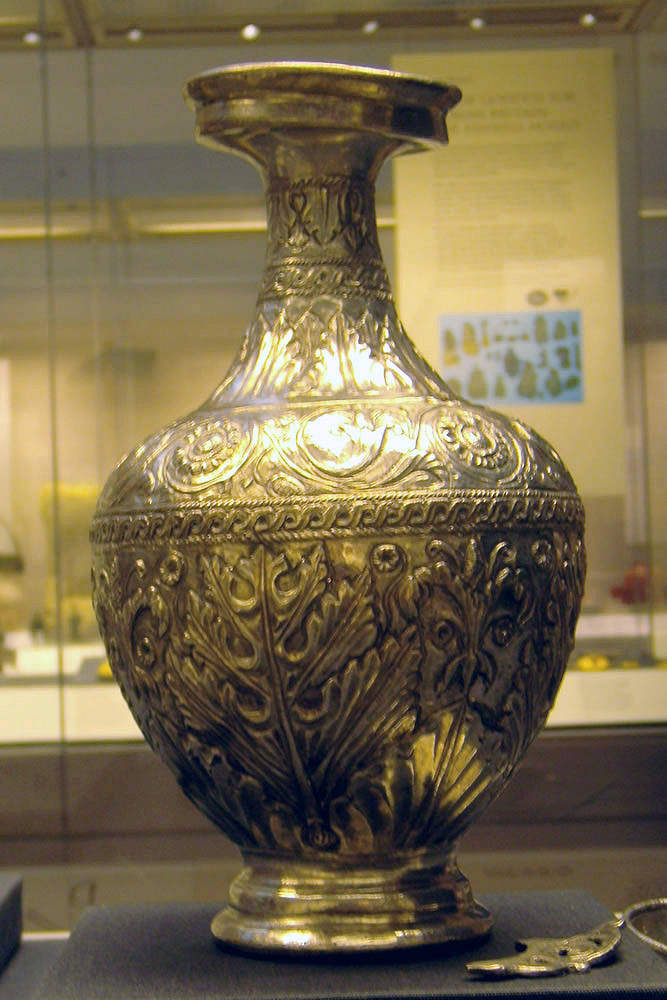
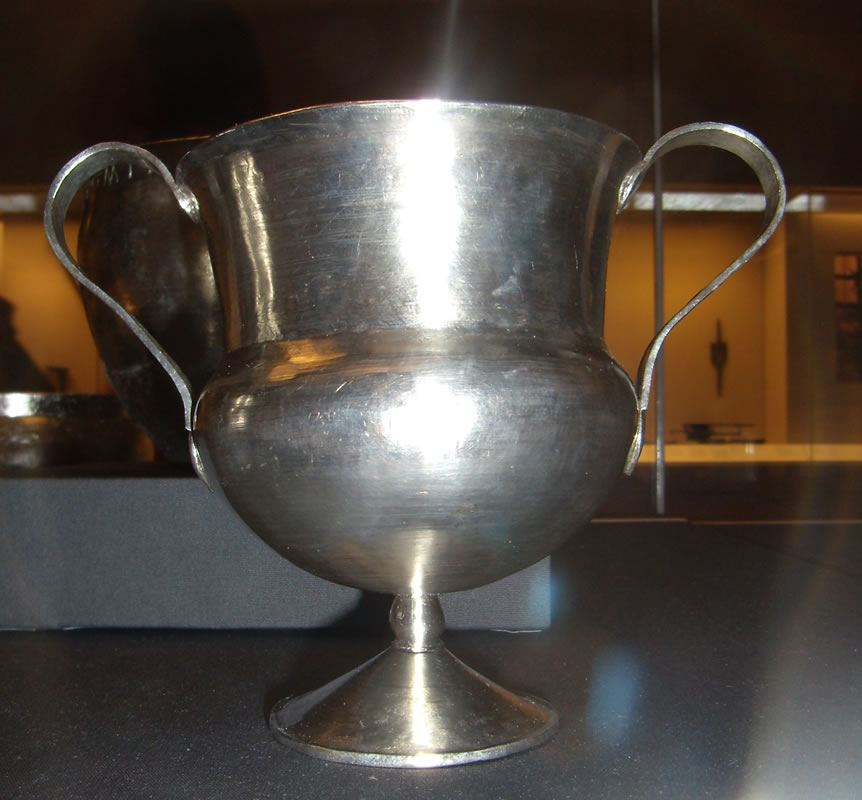
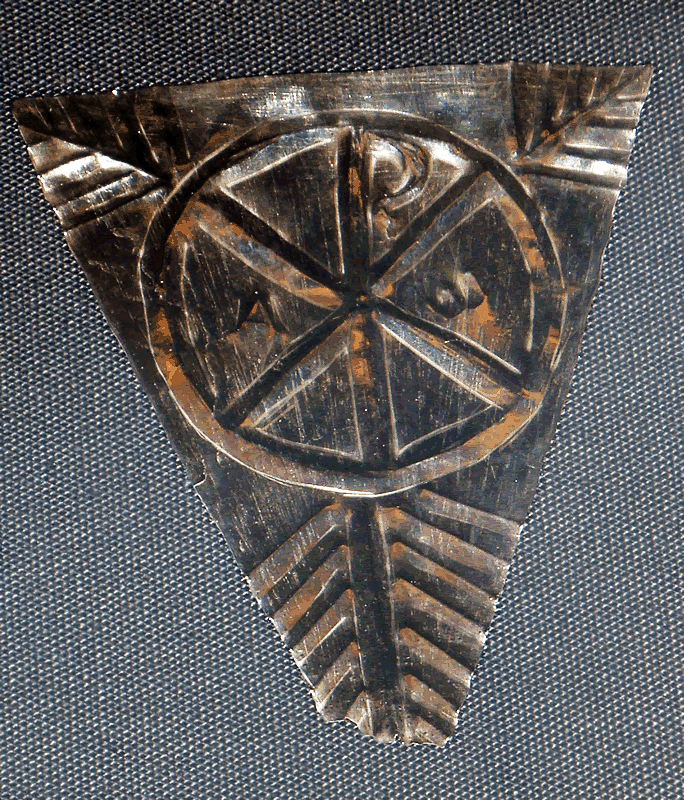
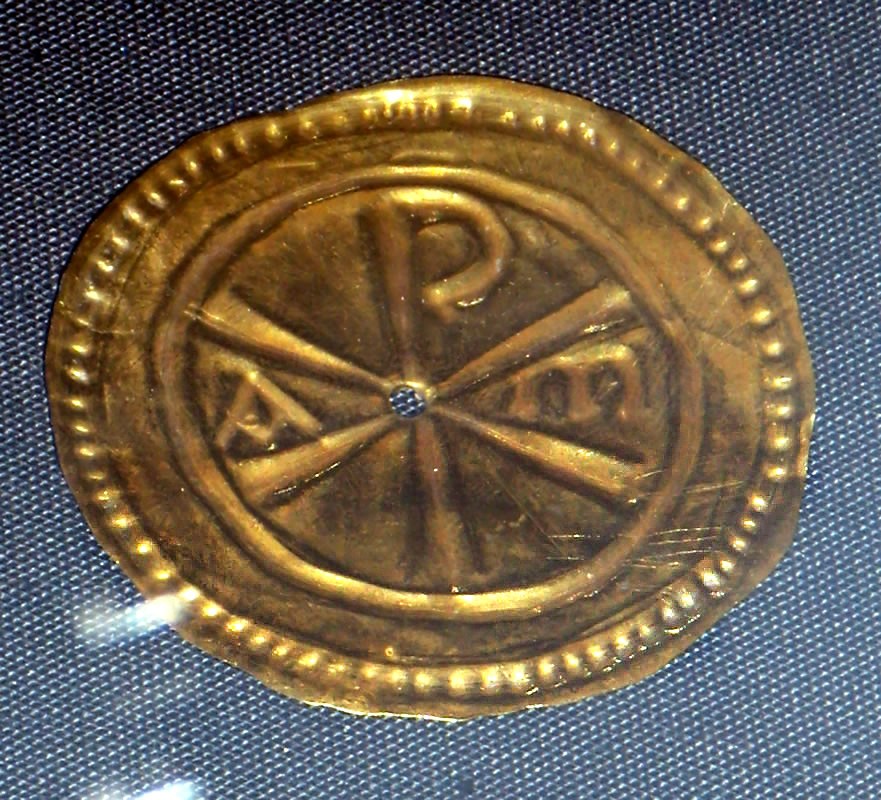
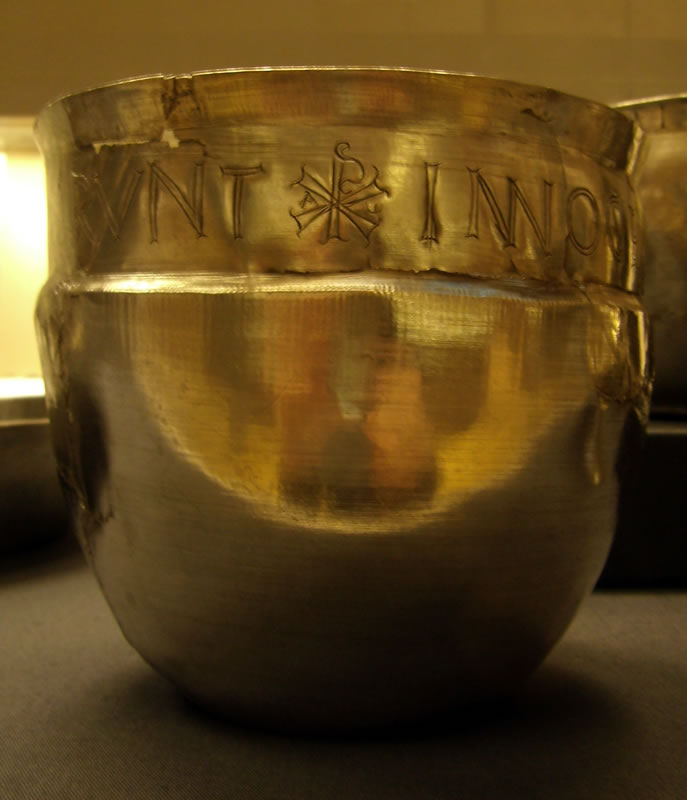
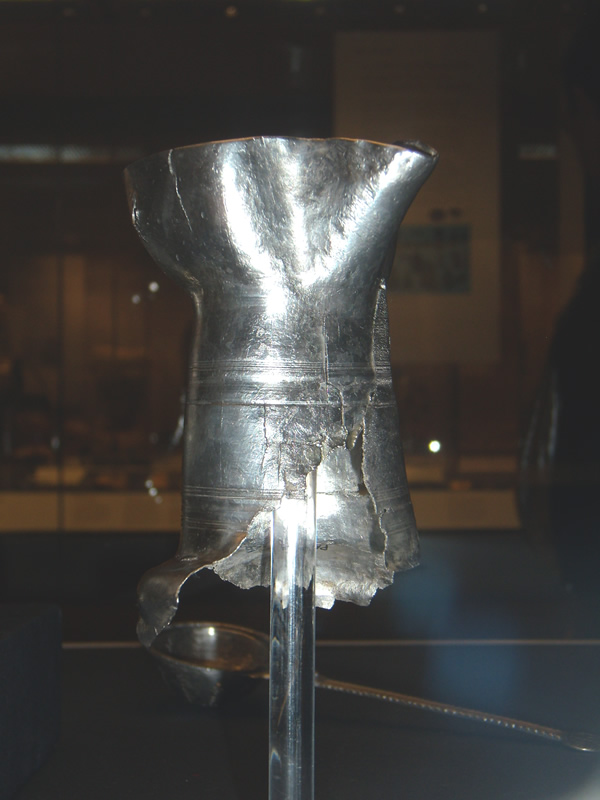
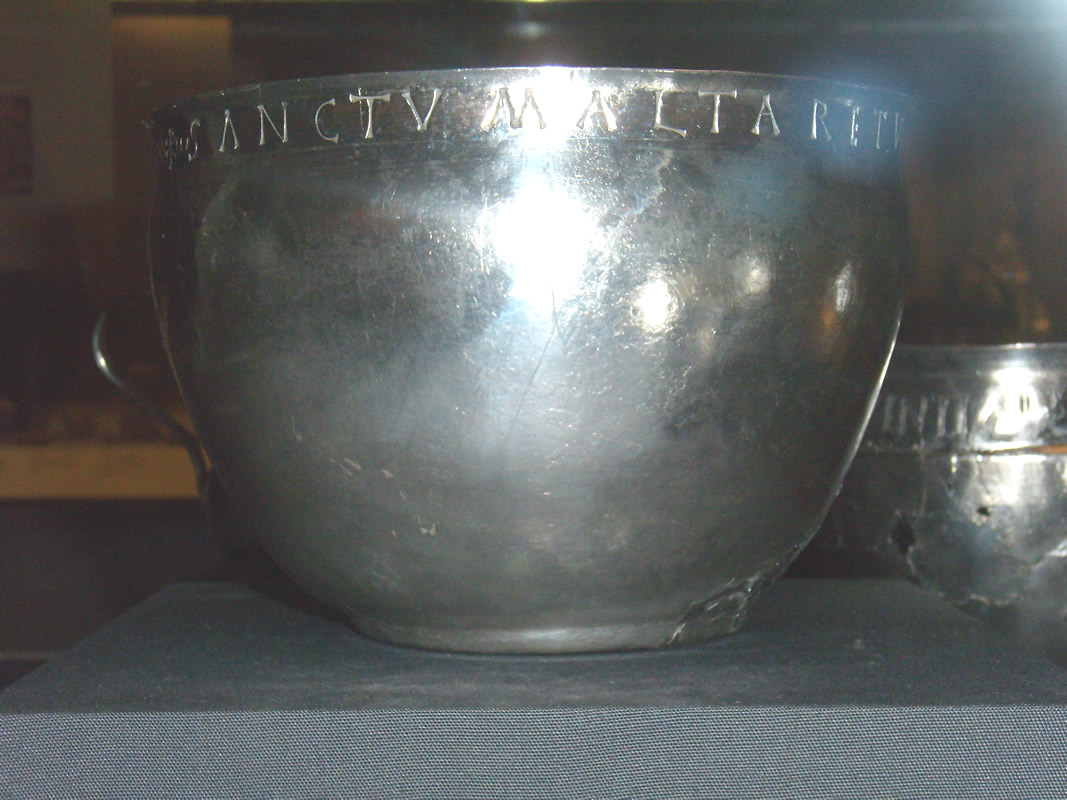
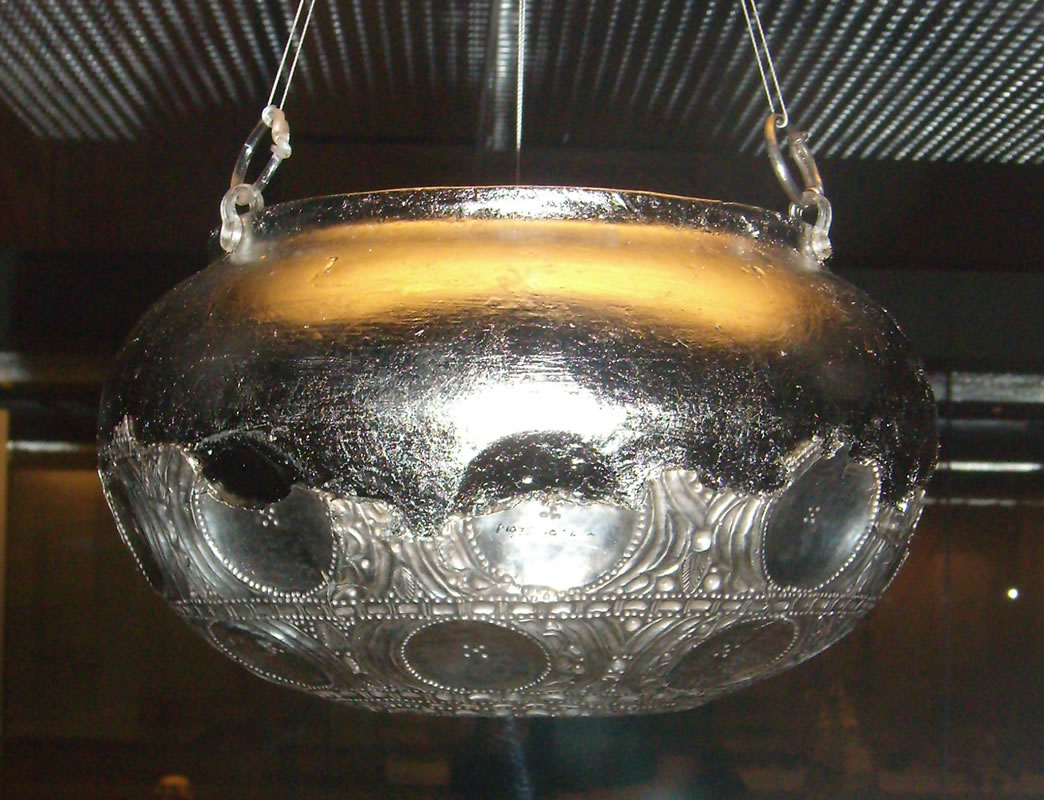